# Cela nr
Cela numer – serial dokumentalny emitowany w stacji TVN, który ukazywał życie więźniów w polskich więzieniach. Pierwsze 3 odcinki programu prowadziła Kora, ale ze względu na niską wówczas oglądalność program został zdjęty z anteny. Po kilku latach TVN podjął się kontynuacji programu, ale (ze względu na to, iż Kora była według szefów stacji zbyt ostra i radykalna wobec więźniów) postanowiono, że programem zajmie się Edward Miszczak. Wyemitowano wówczas 56 odcinków serialu.

## Odcinki
| Nr odcinka | Bohater                   | Rok produkcji | Czas trwania |
| ---------- | ------------------------- | ------------- | ------------ |
| 1          | Monika Szymańska          | 1999          | 24 min       |
| 2          | Eugeniusz Mazur           | 1999          | 24 min       |
| 4          | Zdzisław Nęcka            | 1999          | 25 min       |
| 5          | Grzegorz Piechociński     | 1999          | 24 min       |
| 6          | Tomasz Synowiec           | 1999          | 24 min       |
| 8          | Małgorzata Rozumecka      | 1999          | 23 min       |
| 9          | Jerzy Wielachowski        | 1999          | 26 min       |
| 10         | Leszek Pękalski           | 1999          | 24 min       |
| 11         | Dariusz Socha             | 1999          | 24 min       |
| 12         | Stanisław Depukat         | 1999          | 24 min       |
| 13         | Albert Kielczyński        | 1999          | 24 min       |
| 14         | Piotr Stępień             | 2000          | 24 min       |
| 15         | Adam Kurkowski            | 2000          | 25 min       |
| 16         | Emil Pasternak            | 2000          | 25 min       |
| 18         | Mirosław Wesołowski       | 2000          | 24 min       |
| 19         | Anna Szmacińska           | 2000          | 24 min       |
| 20         | Irena Wacław              | 2000          | 23 min       |
| 21         | Janusz Walas              | 2000          | 23 min       |
| 22         | Krzysztof Pańków          | 2000          | 24 min       |
| 23         | Henryk Sobieraj           | 2000          | 24 min       |
| 24         | Andriej Charłamow - cz. 1 | 2000          | 23 min       |
| 25         | Andriej Charłamow - cz. 2 | 2000          | 24 min       |
| 26         | Michał Harazim            | 2000          | 23 min       |
| 27         | Daniel Colbow             | 2000          | 24 min       |
| 28         | Antoni Ochman             | 2000          | 24 min       |
| 29         | Bronisław M.              | 2000          | 24 min       |
| 30         | Jerzy Falc                | 2000          | 24 min       |
| 31         | Piotr Telka               | 2000          | 23 min       |
| 32         | Marek Piechowski          | 2000          | 25 min       |
| 33         | Marek Dola                | 2000          | 23 min       |
| 34         | Bożena K.                 | 2000          | 25 min       |

## Druga seria
Drugą serią programu był program Cela, który ukazywał życie więźniów poza granicami Polski. W tej serii Edward Miszczak wyjeżdża poza granice kraju, aby zobaczyć, co dzieje się w więzieniach poza granicami Polski, gdzie przebywają Polacy. Skazani za różne przestępstwa - zawsze sądzeni zgodnie z prawem danego kraju. A to często w oczach Europejczyka graniczy z bezprawiem: w Ekwadorze karę 12 lat więzienia dostaje zarówno przemytnik 3 gramów kokainy, jak i wielokrotny zabójca. Program  próbował pokazać szczególnie problem w więzieniach Ameryki Południowej, gdzie Polacy byli traktowani w sposób karygodny. Program pokazał także, że w południowoamerykańskich więzieniach panują gangi, z którymi zwykli więźniowie nie mają żadnych szans. Edward Miszczak w miarę możliwości rozmawiał z polskimi więźniami, którzy opowiadali, jak naprawdę wyglądają tam cele.
Twórcy programu odwiedzili kraje Ameryki Południowej: Ekwador, Peru, Brazylię i Argentynę. W tych krajach do najtańszych przemytników narkotykowych należą przybysze z dawnych krajów demokracji ludowej. Za przemytniczy kurs obiecywano im zwykle kilka tysięcy dolarów. Dla nich - majątek. Nie dostali nigdy żadnych pieniędzy. Mają za to wysokie kary (wyroki: 8, 10, a nawet 14 lat więzienia). W tej chwili wegetują w straszliwych warunkach, bo więzienia w tamtej części świata są zwykle koszmarem. Nie mają szans na deportację, bo Polska nie ma odpowiednich umów.